# Histoire de Laval au XIXe siècle
Cet article concerne la ville française. Pour la ville canadienne, voir Laval (Québec), § Histoire.
L'histoire de Laval au XIXe siècle

## Concordat
Bucquet écrit en 1808 la Topographie médicale de la ville de Laval et de son territoire, communiquée le 17 août 1809 à la Société de l'École de médecine.

## Commerce
Le commerce au début du XIXe siècle subit une complète transformation. La fabrication des toiles est presque entièrement abandonnée et remplacée par celle des étoffes de coton, les calicots, les coutils. L'exploitation du bassin houiller de Laval favorise le développement de l'activité chauffournière dans la région au XIXe siècle.
À la suite de l'insurrection de 1832, les nombreuses routes militaires ouvertes dans le département de la Mayenne font prendre l'essor à l'agriculture.

## Aménagements urbains

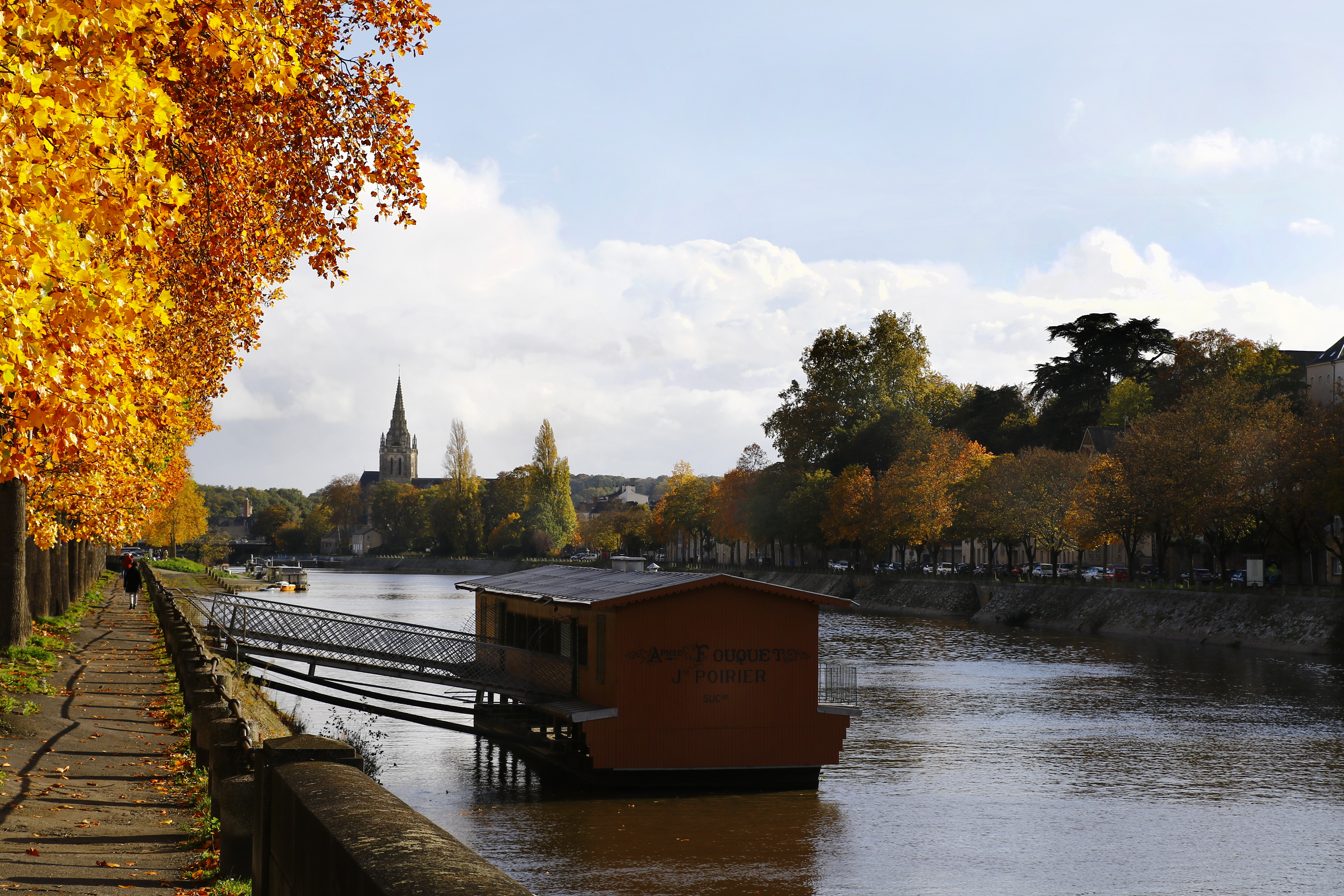
Bateau lavoir sur la Mayenne et Avesnieres en arrière plan

À partir du milieu du XVIIIe siècle, la ville connait le début de grands aménagements urbains avec la détournement de la rivière qui permet de créer l'espace que constitue actuellement le centre-ville, les quais, la rue du Vieux Saint-Louis et le Square de Boston.
La construction des quais empêchant les ménagères de laver leur linge directement dans la rivière, des Bateaux-Lavoirs sont construits et deviennent des entreprises florissantes qui perdureront jusqu'au début du XXe siècle. Deux de ces bateaux-lavoirs existent encore aujourd'hui et sont amarrés face à la chapelle Saint-Julien.
Ces  aménagements se prolongeront jusqu'au milieu du XIXe siècle et verront également s'ouvrir la rue de Bretagne qui contourne « la Montagne » par le Nord afin de tracer une avenue droite d'est en ouest de la ville, traversant la Mayenne au pont Neuf devenu depuis le pont Neuf, devenu par la suite, le pont Aristide-Briand, c'était alors une partie importante de l'axe Le Mans-Rennes voulu par l'Empereur Napoléon.

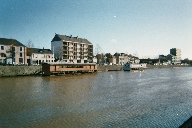
Bateaux Lavoirs - Laval - France décembre 2004.

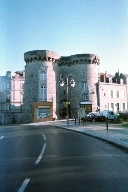
Porte De Laval - Mayenne - France - décembre 2004

C'est également pendant cette période que de nombreux hôtels particuliers sont construits le long de la Mayenne par les riches familles marchandes de la ville, la plupart subsistant encore aujourd'hui.
De nombreux aménagements sont également effectués autour de la place de Hercé, notamment la construction d'un musée des beaux-arts (qui ne sera jamais terminé et est aujourd'hui le musée des Sciences), l'acquisition par la municipalité du jardin de la Perrine, parc offrant une très belle vue sur une grande partie de la ville actuelle, très apprécié des Lavallois comme des touristes.
Les anciennes galeries du château, devenues le Palais-de-Justice, sont augmentées en 1854. Pierre-Aimé Renous effectue des travaux d'urbanisme dirigés sous le Second Empire.

## Événements
En 1819, une affaire fait grand bruit à Laval, celle de l'affaire du « bourreau assassin ». 
Le 16 septembre 1827, Laval accueille avec beaucoup de solennité et de vives démonstrations, la Dauphine, fille de Louis XVI, qui revient d'un voyage dans l'Ouest.
Le 3 janvier 1847, Franz Liszt donne un concert dans la grande selle de l'hôtel de ville de Laval. Il est de retour d’une tournée triomphale dans l'Europe. L'assistance est clairsemée, environ une quarantaine de personnes qui n'osent applaudir à la fin du récital. C'est un échec pour l'artiste pourtant renommé. Un journaliste de L'Écho de la Mayenne notera : O peuple lavallois, jusqu’à quand  seras-tu le même ? Jusqu’à quand resteras-tu insensible aux belles notes, aux gammes harmonieuses, à la musique et aux arts ?.

## Aspect de la ville
Le centre historique médiéval a été peu modifié depuis le XVe siècle, Prosper Mérimée décrit ainsi la ville en 1836 « Il semble lorsqu'on arrive à Laval par la route de Sablé qu'on entre dans une ville du Moyen Âge. Une rue immense la traverse dans sa plus grande longueur, bordée de maisons la plupart bâties en encorbellement. On dirait des pyramides posées sur leur pointe. »

## Fin duXIXesiècle
En 1855, le diocèse du Mans est divisé en deux parts et donne naissance au diocèse de Laval. Par cet acte du Saint Siège et de l'empereur Napoléon III, Laval devient ville épiscopale.
La même année on inaugure à Laval la Banque de France.
En 1857 est inauguré le chemin de fer de Rennes avec l'ouverture de la section de Laval à Rennes, avec ce commentaire daté du 9 mai 1857 dans l'Illustration : « C'est de Laval qu'est parti le premier train à grande vitesse, dont le passage, dans cette contrée classique de la superstition et de la sainte ignorance, va introduire les usages et les habitudes qui doivent faire bientôt rentrer la Bretagne dans le concert de notre civilisation. ». Le Viaduc de Laval est construit.
En janvier 1871, durant la Guerre franco-allemande qui marqua la fin du Second Empire, les troupes prussiennes s'arrêtèrent à l'entrée est de la ville et n'y pénétrèrent jamais alors que l'Armée de la Loire s'était repliée de l'autre côté de la Mayenne, la ville est ainsi épargnée par les combats. 

## Laval en 1847
Un témoignage de l'année 1847 présente une description de la ville à l'époque (citation)